# L-Għarb
Pour les articles homonymes, voir Gharb.
L-Għarb, connue aussi comme Għarb, est une ville de Malte située sur l'île de Gozo, au nord-ouest.

## Paroisse

### Église

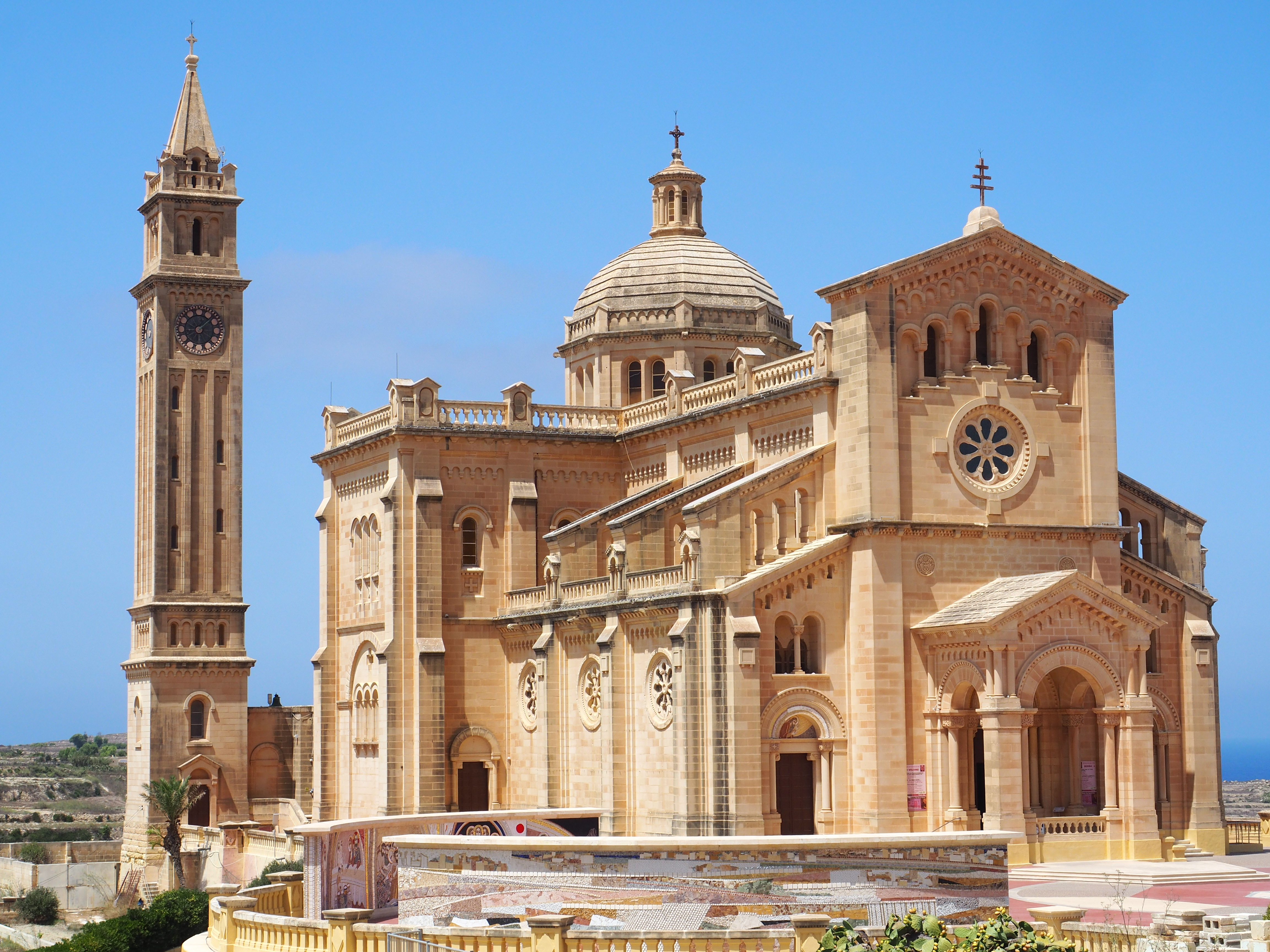
Basilique Ta' Pinu
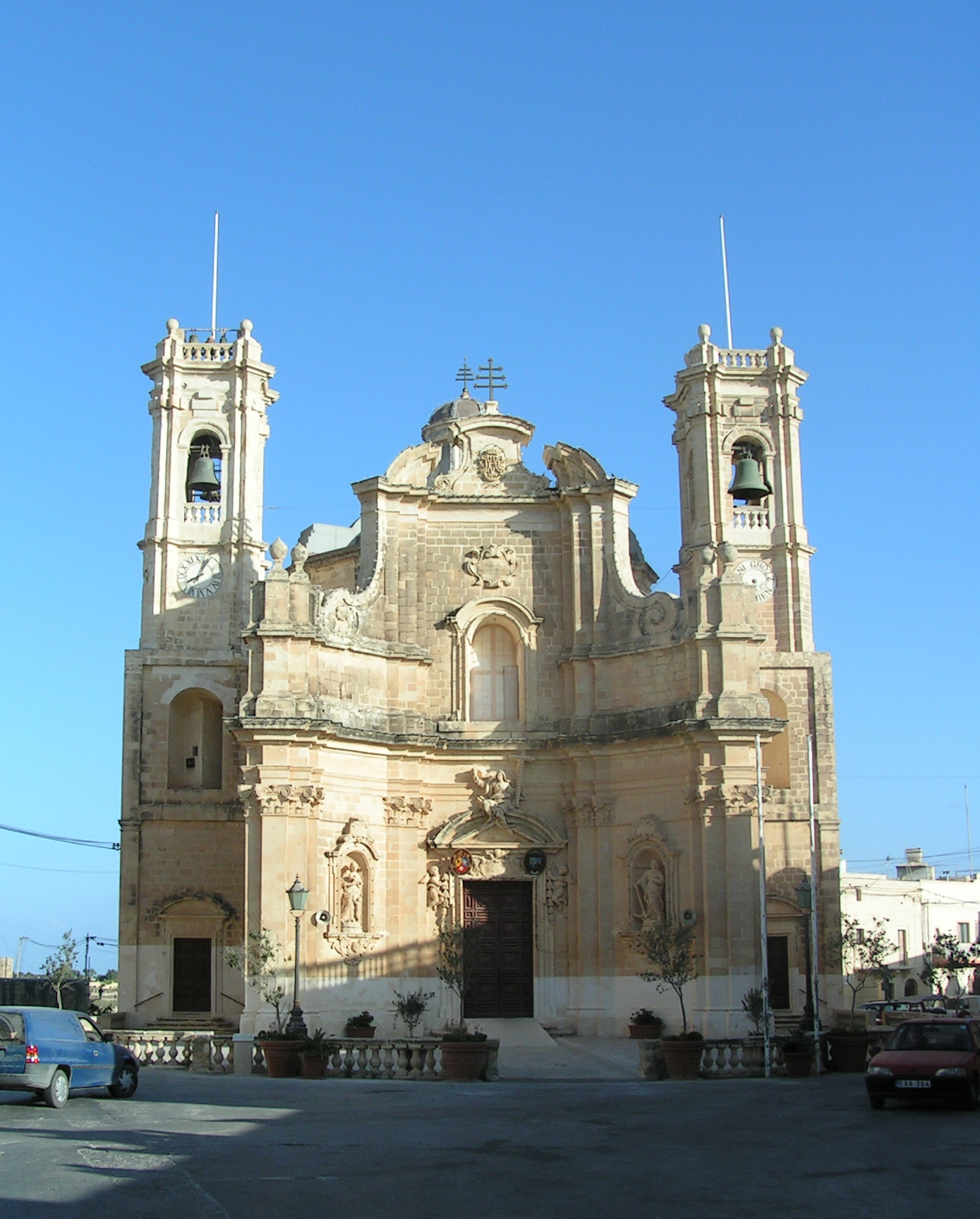
Basilique de la Visitation

## Histoire
Għarb était à l'origine un petit hameau qui s'est développé au Moyen Âge. Le mot Għarb est le mot arabe pour Ouest, il n'est donc pas surprenant que le village soit l'endroit le plus à l'ouest de Gozo. On peut voir ses anciennes racines au centre du village où certaines maisons présentent de beaux exemples de balcons en pierre décorés. Għarb a été créée en tant que paroisse en 1679, ce qui a donné l'impulsion à la construction d'une nouvelle église paroissiale baroque. Construite entre 1699 et 1729, elle présente une façade élégante qui a été comparée à l'église Sainte-Agnès de Francesco Borromini sur la Piazza Navona, à Rome. La place du village, si typiquement gozitaine, est devenue la vue de nombreuses cartes postales. Sur la place se trouve un musée folklorique abritant toutes sortes de souvenirs racontant l'histoire rurale des îles. Għarb se trouve dans l'une des campagnes les plus pittoresques de Gozo, en particulier à Dbieġi, la plus haute colline de l'île. À Dbieġi se trouve également un centre d'artisanat gozitan. Dans les limites de Għarb se trouve la chapelle de San Dimitri. Selon la légende, la première chapelle aurait été construite à flanc de falaise par une femme dont le fils aurait été libéré de captivité par saint Démétrius. À proximité se trouve également la basilique ta' Pinu, le sanctuaire prééminent de Malte dédié à la Vierge Marie. C'est à cet endroit qu'en 1883, une femme du pays entendit la voix de la Vierge. L'église paroissiale est dédiée à la visite de sainte Marie à sa cousine sainte Elisabeth. Feu Karmni Grima, Frenċ tal-Għarb et Sunta tal-Għarb sont deux de ses villageois les plus renommés.

## Géographie
|                  | Mer Méditerranée |        |
| Mer Méditerranée | Għarb            | Għasri |
|                  | San Lawrenz      | Kerċem |

## Patrimoine et culture
Le phare de Jordan et la fenêtre il-Mielah sont dans cette zone.

Musée du Folklore
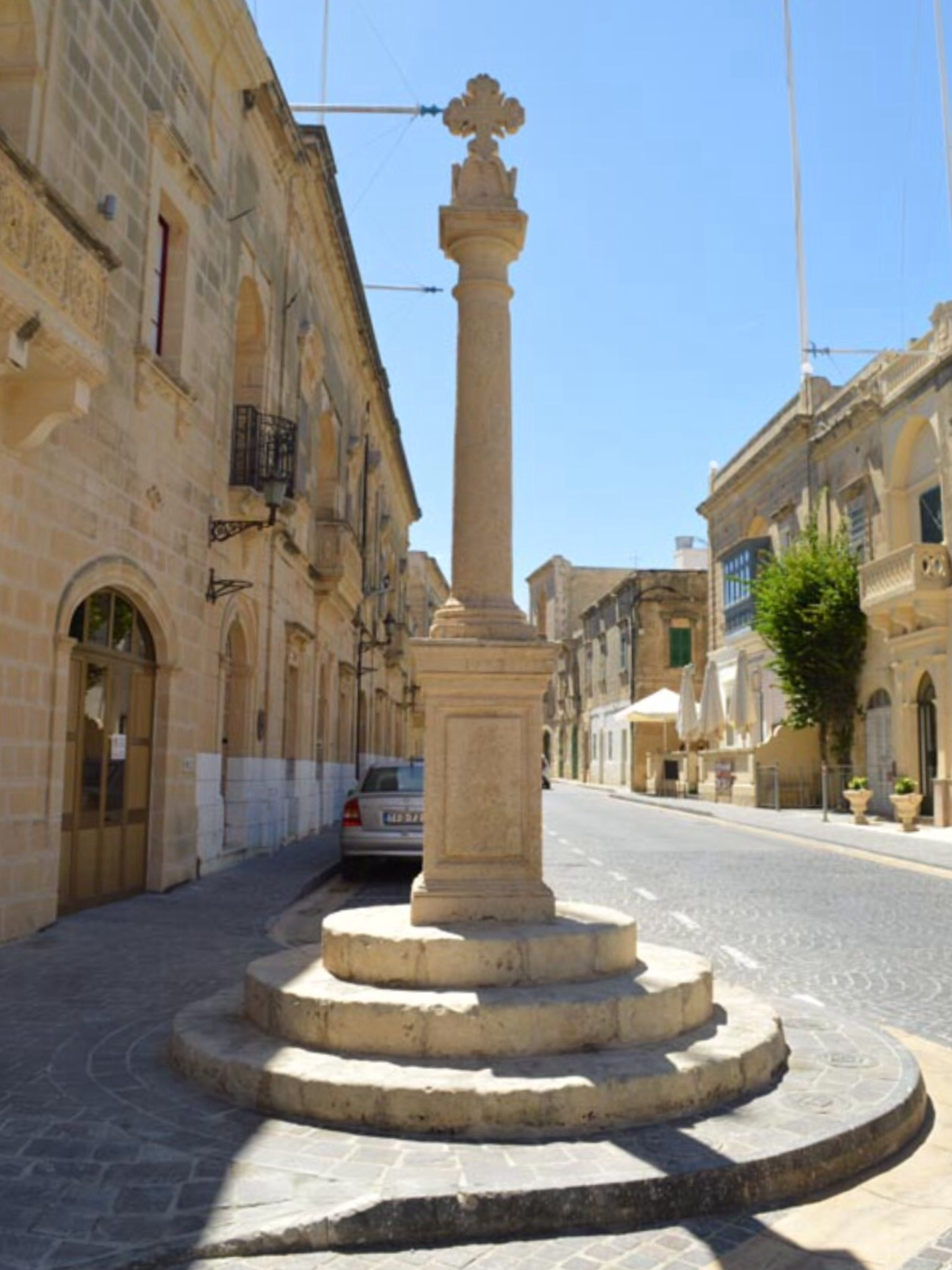
Croix
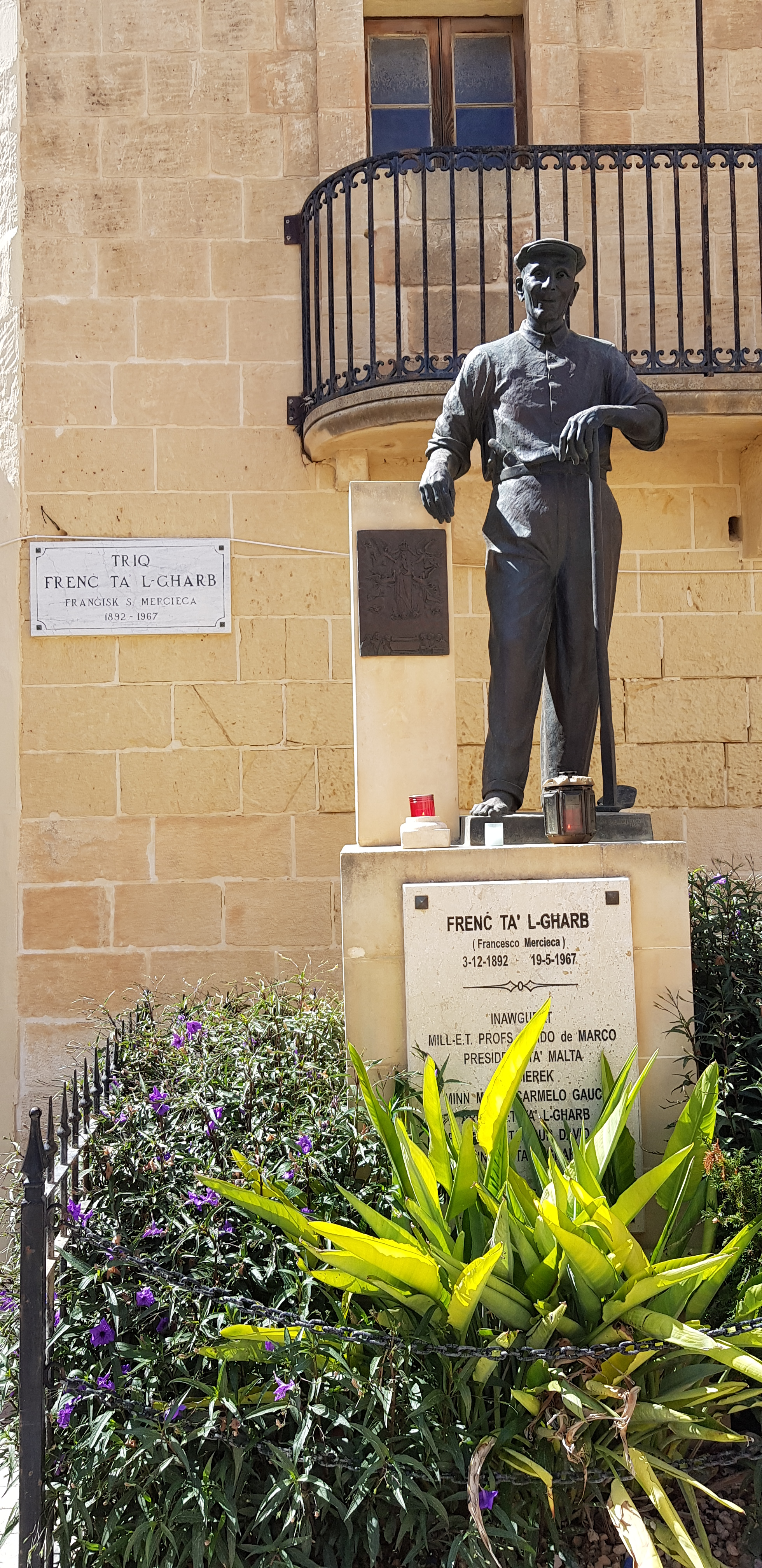
Statue de Franġisku Mercieca
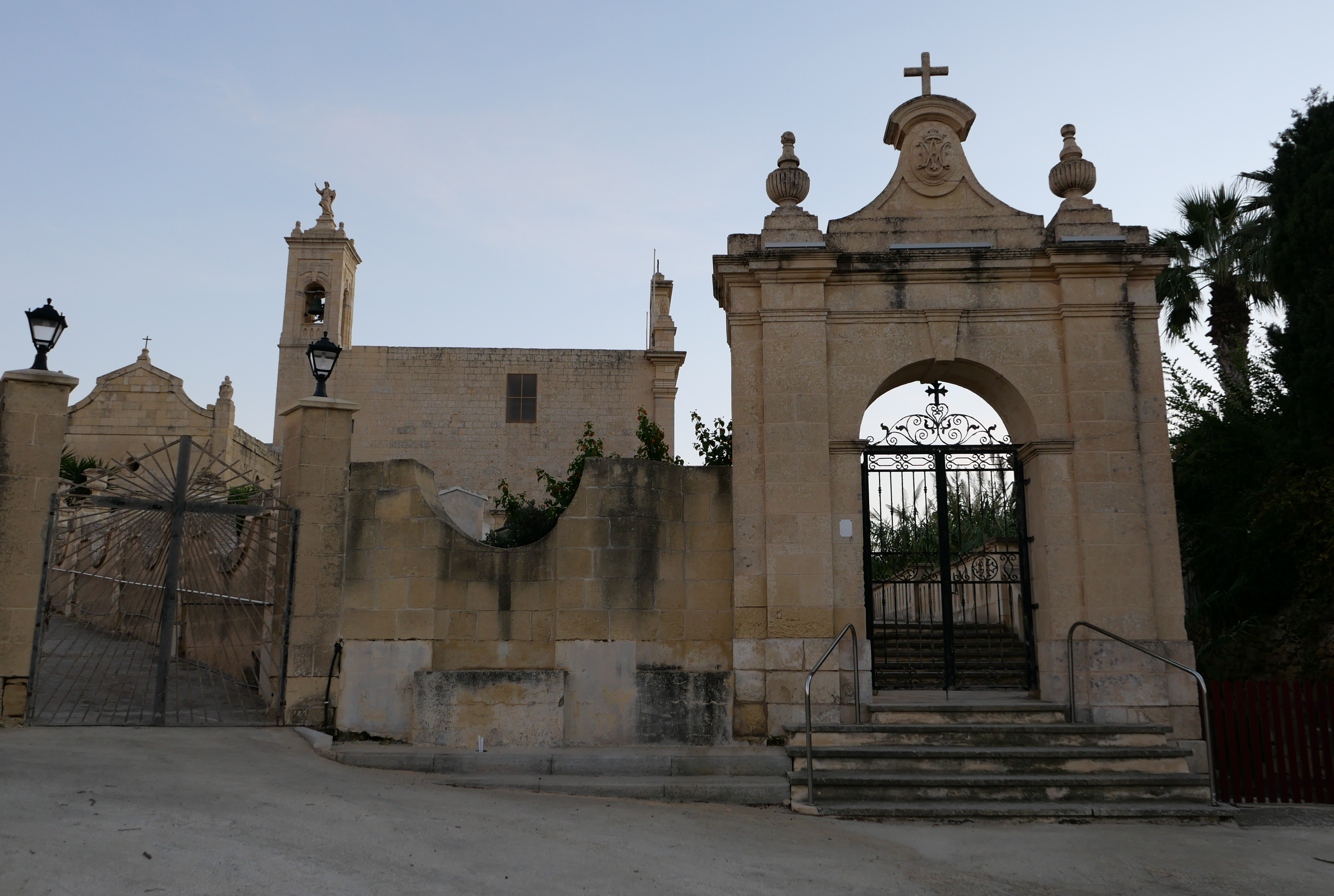
Entrée du cimetière

## Jumelages
La ville de Għarb, est jumelée avec les villes de :
- Torrent (Espagne)
- Cépet (France)
- Tortone (Italie)
- Massafra (Italie)
- Pace del Mela (Italie)
- Castrolibero (Italie)